# Isaac Aaron
Isaac Aaron (Corint, segle xii) va ser un aristòcrata i intèrpret grec a la cort romana d'Orient.
Originari de Corint (Grècia) de classe aristòcrata, va aprendre llatí o, probablement, una de les llengües italianes vernacles, mentre va romandre captiu a mans dels normands. Gràcies al seu aprenentatge dels idiomes occidentals, quan va tornar a la seva terra natal, el basileu Manuel I Comnè (1143-1180) el va tenir com a intèrpret. Assumint que ningú s'assabentaria dels seus plans –doncs a l'Imperi Romà d'Orient no era comú parlar idiomes occidentals– va donar consells maliciosos a l'emperador, on primaven els interessos personals d'Aaron. D'aquesta manera va intentar trair l'emperador explicant la voluntat de Manuel als ambaixadors d'Occident a Constantinoble. Tanmateix, el seu pla va ser descobert per l'emperadriu Berta de Sulzbach, originària d'Alemanya, que el va denunciar al basileu. Com a càstig, Manuel va fer que els ulls d'Aaron fossin arrencats i els seus béns confiscats.
La seva activitat no va acabar aleshores, quan Andrònic I Comnè (1183-1185) va usurpar el tron imperial, cec Aaron va aconsellar a l'emperador que no es limités a castigar els seus enemics cegant-los sinó també tallant-los la llengua, considerant que era un dels pitjors càstigs que els podia infringir. Uns anys més tard, el 1204, l'emperador Issac II Àngel va manar que li fessin tallar la llengua. Aaron va caure en desgràcia per una sèrie de càrrecs entre els quals es trobava la pràctica de la bruixeria.